# Brachynomada cearensis
Brachynomada cearensis är en biart som först beskrevs av Adolpho Ducke 1911.  Brachynomada cearensis ingår i släktet Brachynomada och familjen långtungebin. Inga underarter finns listade.